# テクス・メクス料理

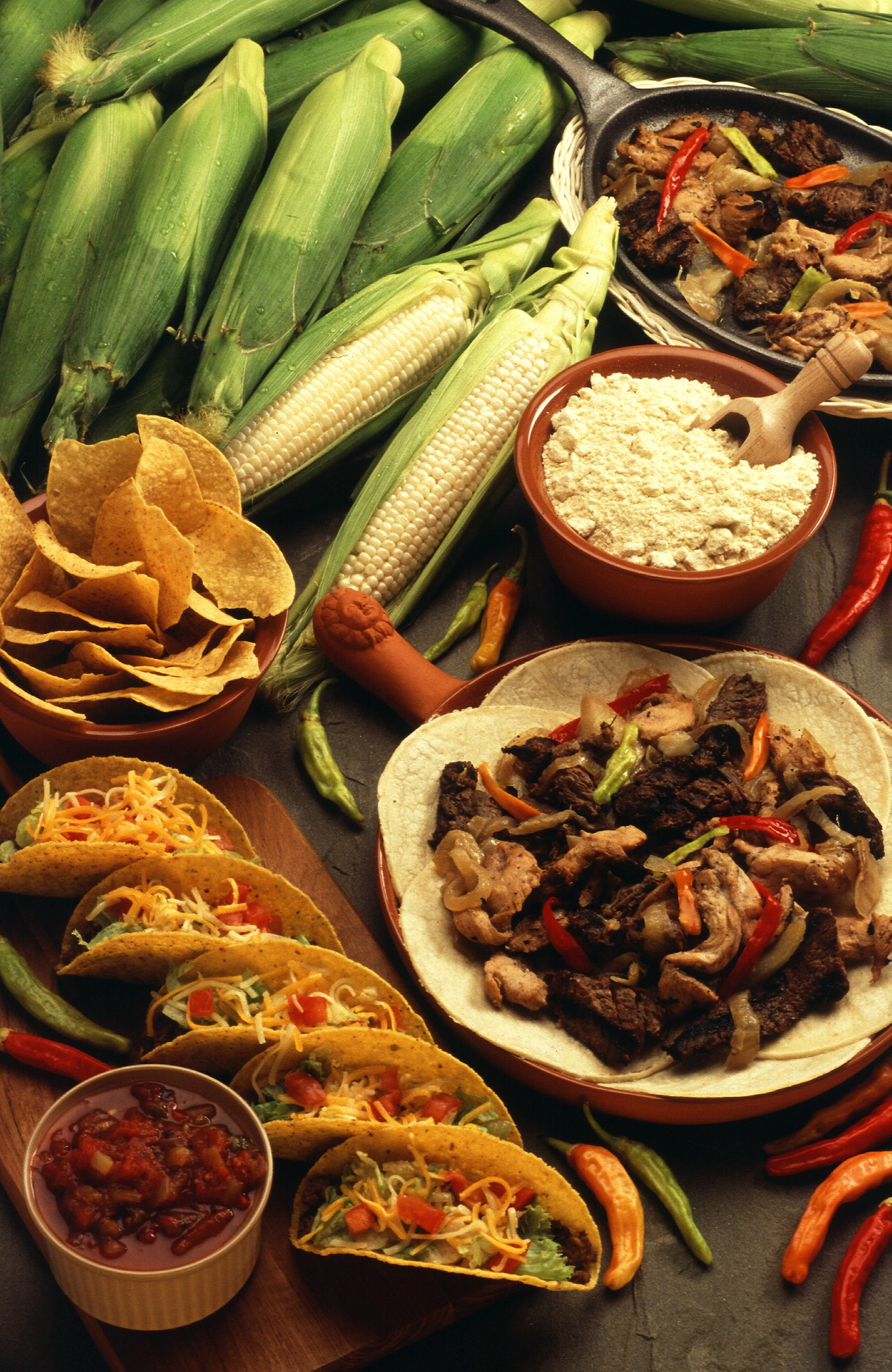
近代におけるテクス・メクス料理と食材の例。代表的な料理であるタコスやファヒータ、サルサソースなどと共に、主要な食材であるコーン、トルティーヤ・チップス、チーズ、唐辛子や牛肉などが並ぶ。

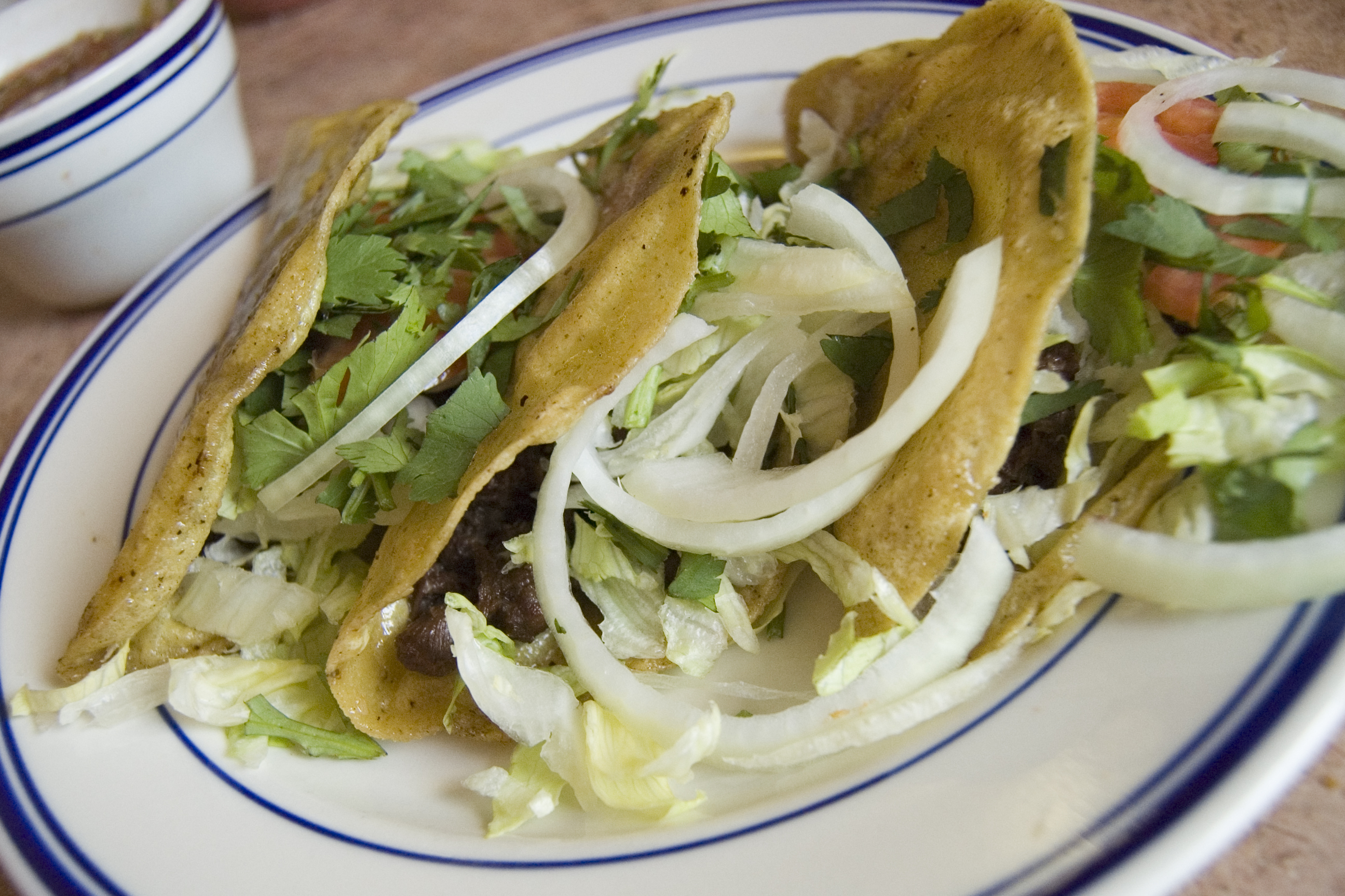
バルバコアのタコス　パリッとした食感のトルティーヤと牛肉のバルバコアのコンビネーションはテクス・メクス料理独特のもの。

テクス・メクス料理（英語: Tex-Mex cuisine）とは、一般的にはメキシコ風のアメリカ料理を表す際に使われる言葉である。また、メキシコ料理と近縁の、テキサス州独自の料理でもある。テックス・メックス料理とも表記される。

## 歴史
当初「テクス・メクス」という言葉は1875年に認可された、テキサス・メキシカン鉄道のニックネームとして登場した言葉であった。新聞紙に列車の時刻表が掲載されるようになった1800年代、鉄道路線の名称は短縮された。ミズーリ・パシフィック鉄道は「モー・パク (Mo. Pac.)」となり、そしてテキサス・メキシカン鉄道は「テクス・メクス (Tex-Mex)」と省した。1920年代には、アメリカの新聞各紙でこの鉄道路線に加え、テキサス州で生まれたメキシコ系の人々を指して『テクス・メクス』という名称が使われるようになった。
テキサス州外では、テクス・メクスとはアメリカ化された、低品質のメキシコ料理もどきを指す言葉である。テキサス州民や一部の食糧史研究者や郷土料理愛好家は、テクス・メクス料理はテキサス州独自の歴史の古い郷土料理のひとつであると解釈しているが、両者の区分はしばしば曖昧である。また、テキサス州は1821年にメキシコが独立するまではスペイン領、1835年にテキサス共和国として独立するまではメキシコ領であった上、テキサス州の独立後もテキサスーメキシコ間の人の移動は絶えなかったため、現在のテクス・メクス料理とメキシコ合衆国北部の食文化には必然的に共通点が多い。

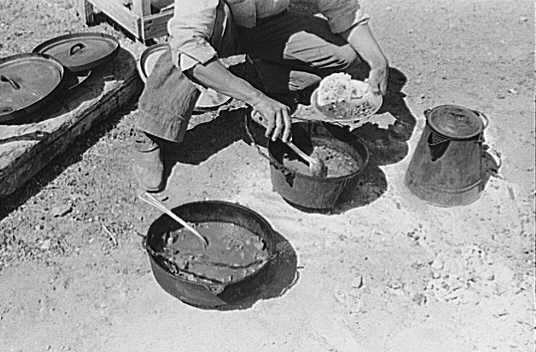
チリコンカーンを煮るカウボーイ、1939年、テキサス州マーファ付近。

スペイン植民地時代、スペイン人とインディアンの食物は、ヌエバ・エスパーニャの他の地域と同じくテキサス州でも融合した。テクス・メクス料理の歴史は、1598年4月20日テキサス州エルパソにフアン・デ・オニャーテが600人の入植者と7000頭の家畜を率いて到着した時に始まる。後にテクス・メクス料理と呼ばれる食文化は、実際にはテキサス州で生まれたテハーノの人々のように、スペイン料理とインディアンの料理が融合して生まれた。テハーノの人々の祖先はテキサスに移住したメキシコ人ではなく、むしろサンアントニオなどテキサス州内にあったスペイン人の植民地で教育を受けたインディアンとスペイン人の子孫であった。テクス・メクス料理に見られる北米土着の要素には、ペカンの実、ウズラマメ、ノパル（ウチワサボテン）、ワイルドオニオン、メスキートの実（莢）を中の豆ごと挽いた粉、アガリータ（ヒイラギナンテンの近縁種）の実などがある。

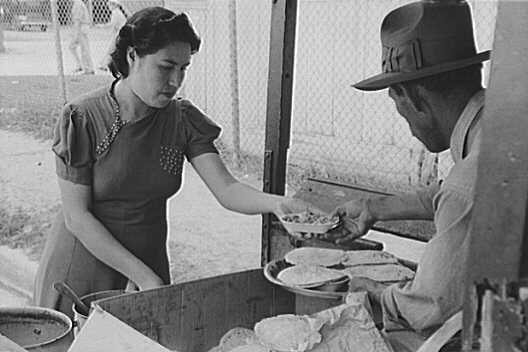
フリホレス・レフリトスとトルティーヤを売る女性、1939年、サンアントニオ。

カナリア諸島からの移民もまた初期のテクス・メクス料理に同じく多大な貢献をしている。1731年にスペイン王室に招かれてカナリア諸島からサンアントニオへ移住した入植者の家族が、テキサス州の料理にベルベル人の食文化の影響をもたらしたと考えられている。クミン、唐辛子、コリアンダー（シラントロ）を多用する味付けは、メキシコ内陸の料理とははっきりと異なるテクス・メクス料理独自のものである。

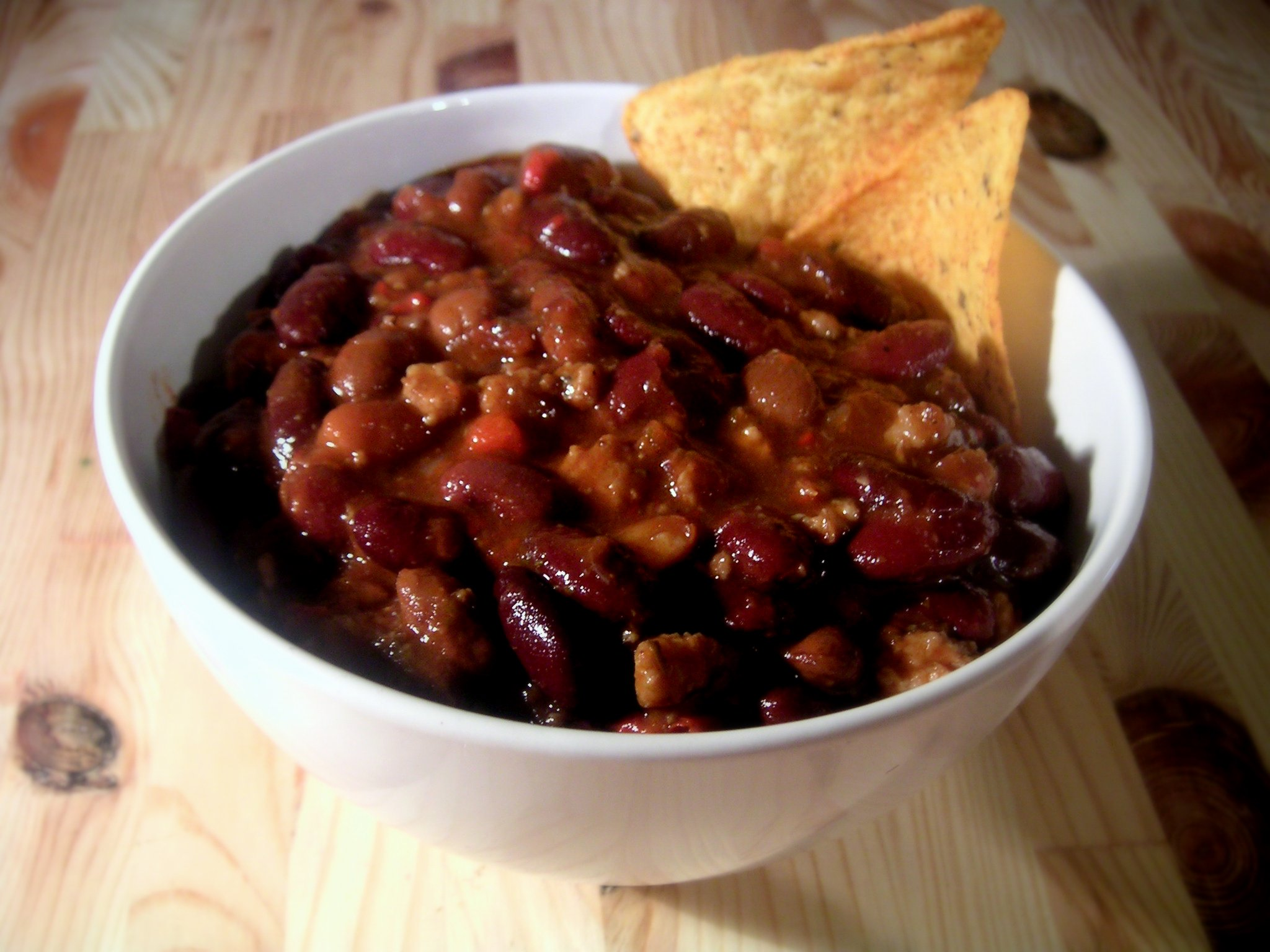
トルティーヤ・チップスを添えたチリコンカーン。

後にテクス・メクス料理は近隣のメキシコの州の食文化と相互に影響を及ぼし合った。テキサス州南部とメキシコ北部の州は独自の牧畜文化を共有しているため、カブリト（子ヤギの焼き肉）、バルバコア（牛の頭部などをじっくりと焼いたバーベキュー）、カルネ・セカ（牛の干し肉）などはリオ・グランデ川の両岸の州でよく見られる牧畜文化の産物である。

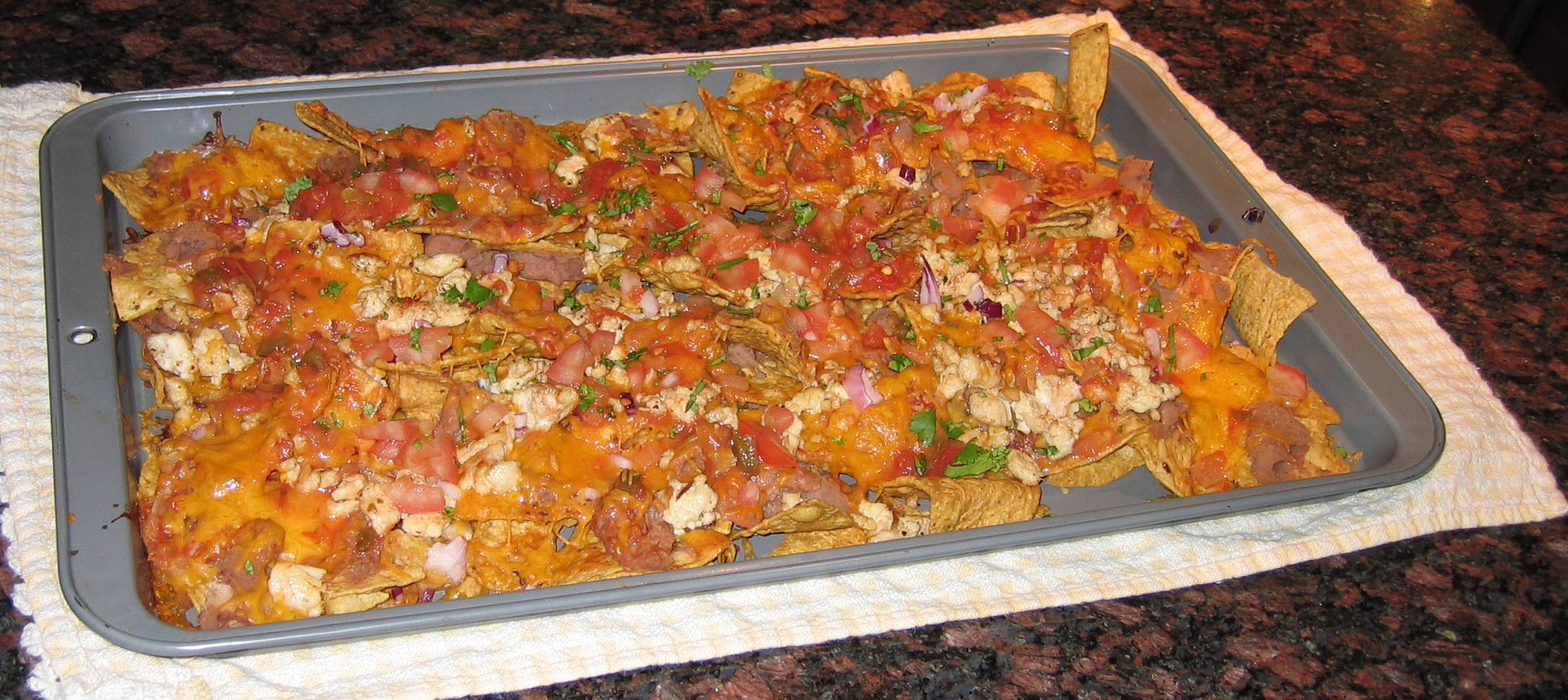
ナチョス。

20世紀に入り、アメリカ合衆国の他の地域で生産される食品がテキサス州で安価で容易に手に入るようになってから、テクス・メクス料理に黄色いプロセスチーズのような近代的アングロアメリカの食文化の要素が取り入れられるようになった。
メキシコの伝統料理の権威ダイアナ・ケネディが、1972年の自著「The Cuisines of Mexico（メキシコの郷土料理集）」の中で初めてメキシコ料理とテクス・メクス料理（ここではアメリカ化されたメキシコ料理の意）の違いを明らかにした。また印刷物の中で食物に対して「テクス・メクス」の言葉が初めて使われたのは、1973年発行の「メキシコ・シティー・ニュース」である。テキサス州の著名な料理ライター、ロブ・ウォルシュ (Robb Walsh) は2004年の著書「テクス・メクス・クックブック：レシピと写真で見る歴史 (The Tex-Mex Cookbook: A History in Recipes and Photos)」で現在の状況を考慮に入れながらケネディのテクス・メクス料理に対するコメントについて歴史的・社会政治的な解釈をしている。

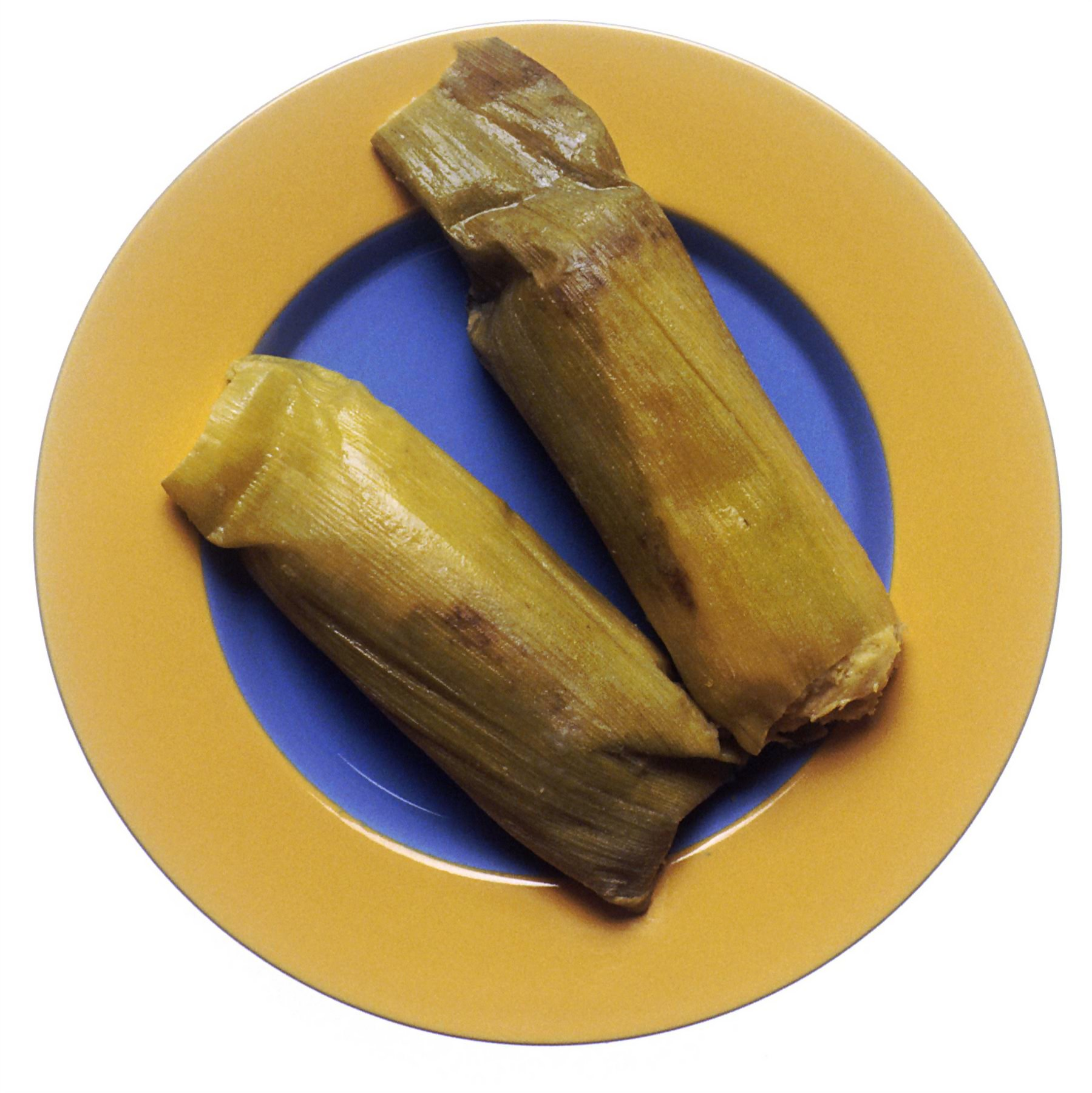
タマーリー（タマル）。

## 代表的なテクス・メクス料理
テクス・メクス料理はメキシコ料理と共通の素材を使用することが多いのにもかかわらず、メキシコではあまり使われないものがよく加えられる。テクス・メクス料理には主に大量の肉（特に牛肉）とチーズ（チェダーチーズやモントレー・ジャックチーズ等）、ヘッドレタスそして香辛料を使用する特徴があり、ナチョス、トルティーヤをパリッと揚げたタイプのタコスやチャルーパ、チリコンケソ、チリコンカーン、チリグレイビー、ファヒータ、タコサラダなどはテクス・メクスだけに見られる料理である。またレストランでトルティーヤ・チップスとサルサがアペタイザーとして出されるのも、テクス・メクス料理独特の習慣である。
次の料理は、テクス・メクス料理の中でも代表的なものである。
- タコス
- チャルーパ：小麦粉の平焼きパンを揚げて、タコスの具を詰めたもの。
- チリコンケソ：黄色いチーズにトマトやチリを加えて温めたディップ。トルティーヤ・チップスと共にアペタイザーとして供する。
- チリコンカーン：テキサス州では、豆とトマト抜きで作るのが伝統的。
- ファヒータ：薄く切った肉（牛肉や鶏肉など）と野菜を鉄板で焼いた料理。
- エンチラーダ
- ブリート
- タマーリー（タマル）：マサにラードを混ぜた生地に肉などを詰めてからトウモロコシの皮に包んで蒸した料理。
- ナチョス
- タキートス（英語版）
- リフライド・ビーンズ：フリホレス・レフリトスのこと。
- メキシカン・ライス：トマト味のピラフ。スペイン語でアロス・メヒカーナ。
- ミガス：細くちぎったトウモロコシのトルティーヤ、タマネギの微塵切り、唐辛子の薄切り、トマトの微塵切り、チーズを加えたスクランブルエッグを作り、香辛料と調味料とサルサやピコ・デ・ガヨで味付けしたもの。

## テクス・メクス料理店
テクス・メクス料理はテキサス州とその周辺にある多くのレストランで食べられる。こうしたレストランや外食店には「ニンファズ」、「カサ・オレ」、「タコ・カバーナ」などが有名である。またアメリカ合衆国全土に展開するファーストフード店、タコベルの売り物はメキシコ風あるいはテクス・メクス風の軽食であるが、テクス・メクス料理を愛する人々からはタコベルの料理は本格的なテクス・メクス料理ではないと考えられている。